# 2-й Добрынинский переулок
2-й Добры́нинский переу́лок — небольшая улица в центре Москвы на Якиманке между 3-м и 4-м Добрынинскими переулками.

## История
До 1952 года Добрынинские переулки назывались Коровьими (под теми же порядковыми номерами). В конце XVIII века в этом районе находился Животинный или Скотопрогонный двор, на котором продавались главным образом коровы. Современное название переулки получили по Добрынинской площади (сейчас Серпуховская площадь).

## Описание
2-й Добрынинский переулок начинается от 3-го Добрынинского, проходит на юг и заканчивается на 4-м.

## Здания и сооружения
По нечётной стороне:
- № 9/5 —

По чётной стороне: